# Funisciurus isabella
Funisciurus isabella — вид гризунів родини Sciuridae. Зустрічається в Камеруні, Центральноафриканській Республіці, Республіці Конго, Екваторіальній Гвінеї та Габоні. Його природними середовищами існування є тропічні та субтропічні вологі широколистяні ліси, а також субтропічні або тропічні вологі гірські ліси.

## Опис
Це досить невелика вивірка, довжина тіла якої становить близько 154 мм, а хвіст — близько 160 мм. Самці, як правило, трохи більші за самиць. Хутро на спині сиво-коричневе, окремі волоски мають чорні стрижні та палеві кінчики. З кожного боку тварини проходять дві чорні смуги: одна від вух до хвоста, а друга від плеча до крупа. Між смугами хутро охристо-коричневе. Хутро на животі сірувате, окремі волоски мають сірі стрижні та білі кінчики. Хвіст вкритий довгим волоссям з палево-коричневою основою, чорними стрижнями та матовими палевими кінчиками.

## Спосіб життя
Ця вивірка найчастіше пересувається поодинці або парами, а іноді й групами по три особини. Вони досить голосні, один із криків — характерний щебетаючий сигнал тривоги. Оскільки вони проводять більшу частину часу, шукаючи їжу в густих заростях, ліанах та повзучих рослинах, їх часто можна впізнати за звуками, які вони видають, а не візуально. Вони харчуються переважно фруктами та насінням, але також споживають невелику кількість зеленого листяного матеріалу, членистоногих, таких як мурахи, терміти та гусениці, а також гриби. Гніздо — клубок з листя та волокон, і одне потомство за раз здається нормальним явищем.